# 棕櫚岸 (佛羅里達州)
棕櫚岸（英語：Palm Shores）是一個位於美國佛羅里達州布里瓦德縣的城鎮。

## 人口
根據2020年美國人口普查的數據，棕櫚岸的面積為1.56平方千米，當中陸地面積為1.56平方千米，而水域面積為0.00平方千米。當地共有人口1200人，而人口密度為每平方千米769人。